# Newtontoppen
Newtontoppen (Pico Newton en español) es la montaña y punto más alto en Svalbard, con 1713 m. se encuentra en la esquina noreste de la isla de Spitsbergen. La montaña está compuesto principalmente de rocas silúricas y granito. La montaña fue nombrada en honor a Isaac Newton en 1898. Las montañas circundantes poseen también nombres de otros famosos astrónomos y matemáticos desde el mismo año.

## Ascenso a la cima
La montaña fue alcanzada por vez primera el 4 de agosto de 1900 por Helge Backlund.